# Enzo Pasqui
Enzo Pasqui (Forlì, 27 aprile 1920 – Forlì, 7 ottobre 1998) è stato un pittore italiano.

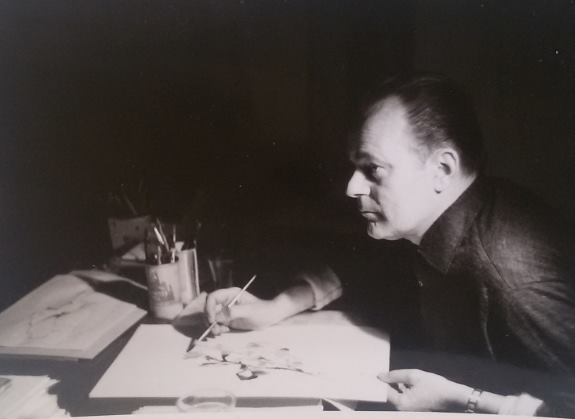
Enzo Pasqui (1920-1998)

Nato a Forlì nel 1920, figlio di Domenico (1885-1948), economo provinciale delle poste, e Vienna Benzoni (1887-1988), appartenente a una famiglia nota in città (si ricorda Tito Pasqui), iniziò prestissimo la sua attività di disegnatore. Diplomatosi ragioniere, si arruolò volontario e fu destinato al fronte russo nel corpo dei Bersaglieri. Si classificò quinto nella graduatoria del 1º corso allievi ufficiali di complemento a Pola (1941/42) e si distinse in azioni di guerra sul fronte del Don.
Dopo la guerra, laureatosi in economia, si impiegò all'Ufficio del Registro dove divenne Direttore; nel 1956 era ispettore delle tasse del Compartimento di Bologna e, 16 anni dopo, Conservatore delle Ipoteche a Forlì. Nel frattempo aveva progettato arredi per negozi, si era dedicato alla caricatura, alla pittura e alla grafica pubblicitaria. Era anche inventore, come dimostrano la carenatura di una Gilera 125, i cambi multi-rapporti per cicli, un silenziatore per fucile mitragliatore. Fu anche un valido caricaturista sin dagli anni della guerra. 

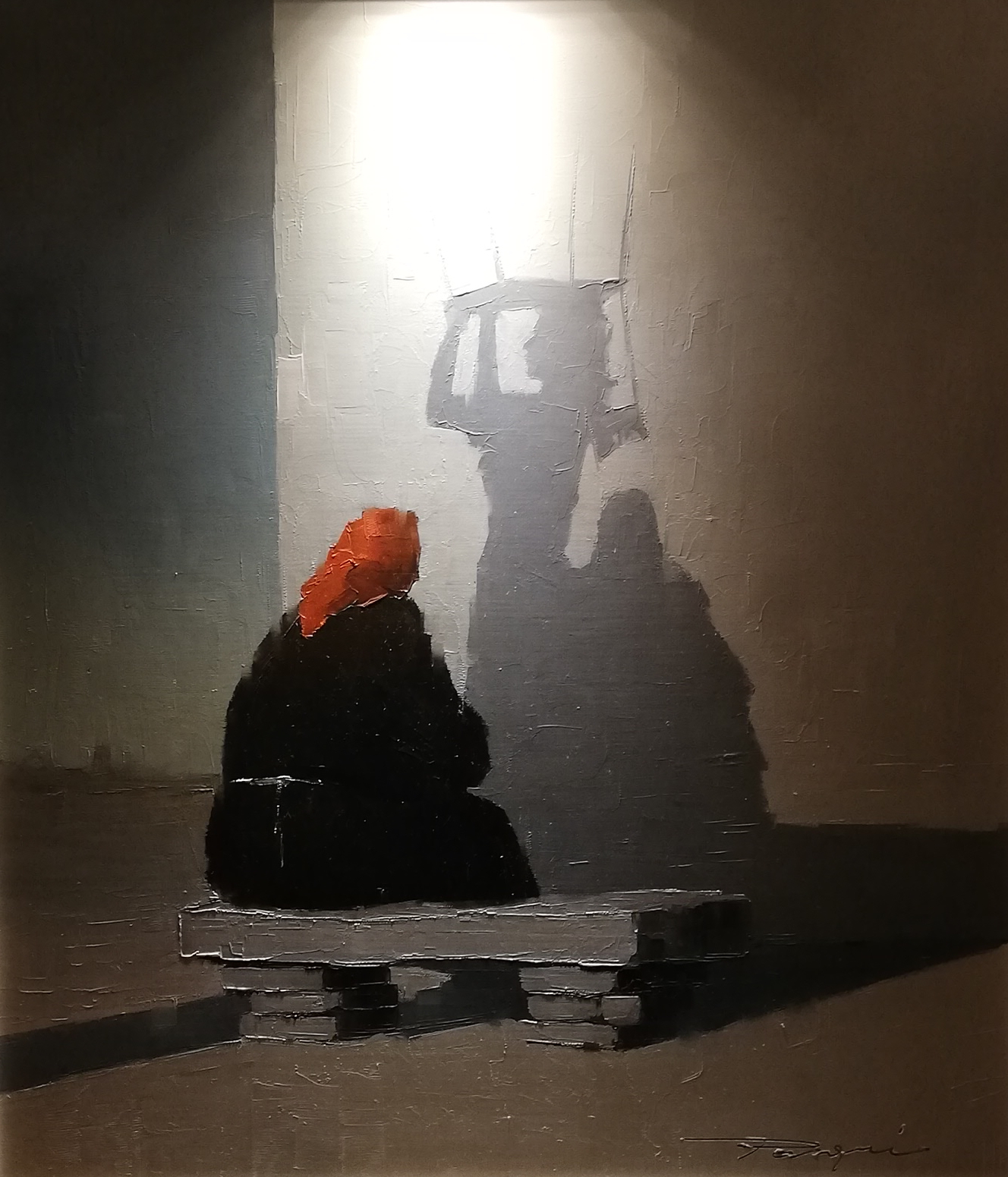
"Aspettando la nipote", olio su masonite di Enzo Pasqui

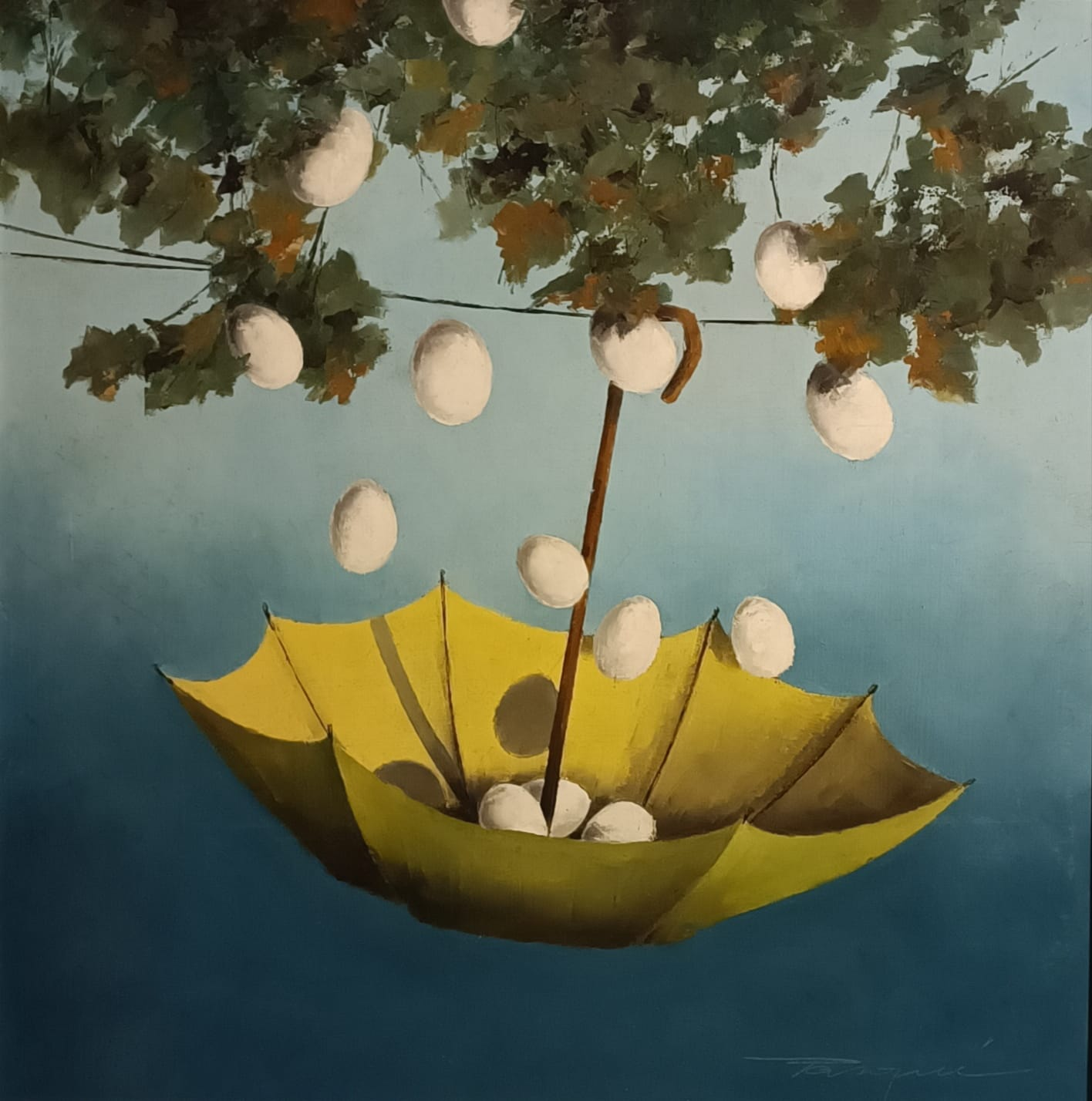
"Il frutto perfetto", olio su masonite di Enzo Pasqui

La sua attività artistica si esplica in 83 personali di cui 2 all'estero, 34 collettive all'estero con 12 premiazioni o segnalazioni, 517 collettive nazionali con 191 premiazioni o segnalazioni, 120 estemporanee, con 66 premiazioni o segnalazioni. Complessivamente, sono 754 le manifestazioni cui in mezzo secolo di attività pittorica ha partecipato e 269 sono i premi o segnalazioni che ha ricevuto. 2654 sono gli olii su masonite, numerati e catalogati dal pittore stesso.
Secondo Pasqui un quadro deve rasserenare e tener compagnia, far vibrare le corde migliori che sono in noi perché la realtà è così intrigante e si propone in un'infinità di modi: è sufficiente illuminare di più un oggetto, cambiare un punto di vista per far risaltare significati che spiazzano completamente quelli già acquisiti. 
In occasione del decennale della scomparsa la vedova Gea Geltrude Geminiani ha donato al Comune di Forlì il quadro “Il bersagliere di Tychovskoy” (olio su masonite, datato 1969, primo classificato al concorso nazionale “Il Bersagliere” e uno dei rarissimi quadri i cui i personaggi mostrano il volto).
L'opera racconta un momento della ritirata di Russia è stata collocata definitivamente nel Sacrario dei Caduti presso la chiesa di Sant'Antonio Vecchio a Forlì il 3 novembre 2008.
Nella chiesa del Suffragio, sempre a Forlì, è collocata una stele in memoria dei caduti del Conte Rosso, su disegno di Enzo Pasqui. Nel 2025 è stata donata l'opera "Ricordi" alla sezione Anmig di Forlì e ora è conservato nella Casa del Mutilato del capoluogo romagnolo. 
Difficile e stimolante seguire il tema del “volto” nelle opere di Pasqui. Perché spesso non c’è, non appare. Qui sono esposte alcune eccezioni ma i più si ricorderanno figure che guardano nella stessa direzione di chi guarda il quadro, senza pertanto incrociare il suo sguardo. Si vede così solo la nuca, spesso coperta da cappelli o da fazzoletti colorati, rossi. Così come spesso in queste opere non è visibile il volto, non è visibile l’anima che pur esiste trasmettendo l’emozione e il sentimento profondo che l’artista infonde nel proprio lavoro. Se ne coglie la forza che trasmette autenticità e significato. L’anima infatti rappresenta la parte più intima dell’artista: le sue paure, speranze, conflitti, desideri. Inoltre, quando si dice che un’opera “ha un’anima”, si intende che riesce a toccare lo spettatore nel profondo, suscitando ironia, riflessione, commozione o stupore. Stupore come quello provocato da un elefante curioso che entra in una pera.
(U. Pasqui, presentazione per "Pasqui spiega Pasqui", 14/6/25)
- PASQUI E., Antologia critica, in proprio, Forlì 1979
- BUGANI F., DEHO V., Enzo Pasqui. Un percorso lungo mezzo secolo, Comune di Forlì, Forlì 1998
- GAUDENZI D., Album di famiglia (pagg.667-668), Filograf, Forlì 1991
- PASQUI U., Storie di Forlì (pagg.82-89), in proprio, Forlì 2012
- GIORGETTI G., I personaggi storici del borgo in "Borgo Cotogni", L'Almanacco Editore, Forlì 2009

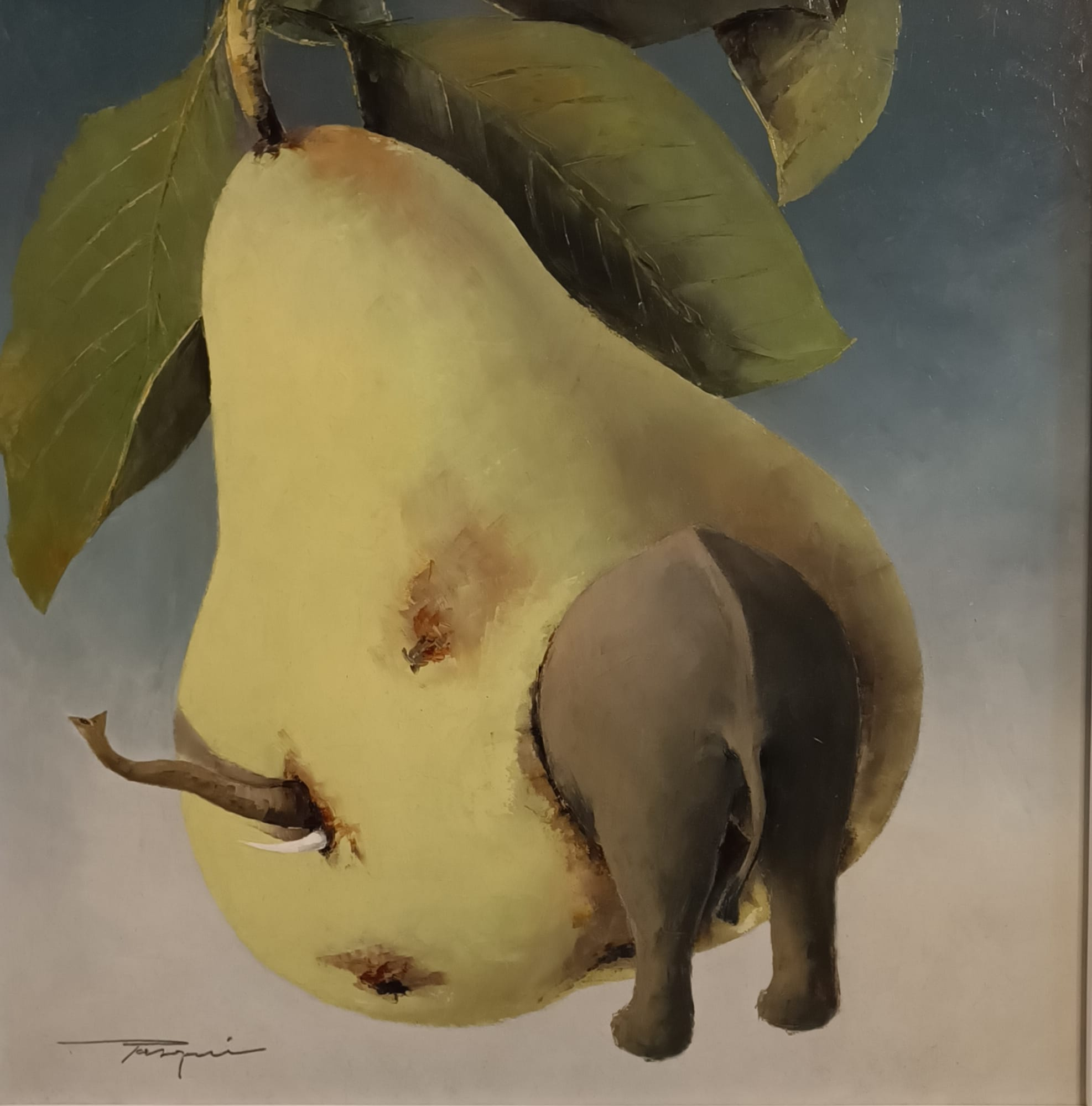
"Curiosità", olio su masonite di Enzo Pasqui

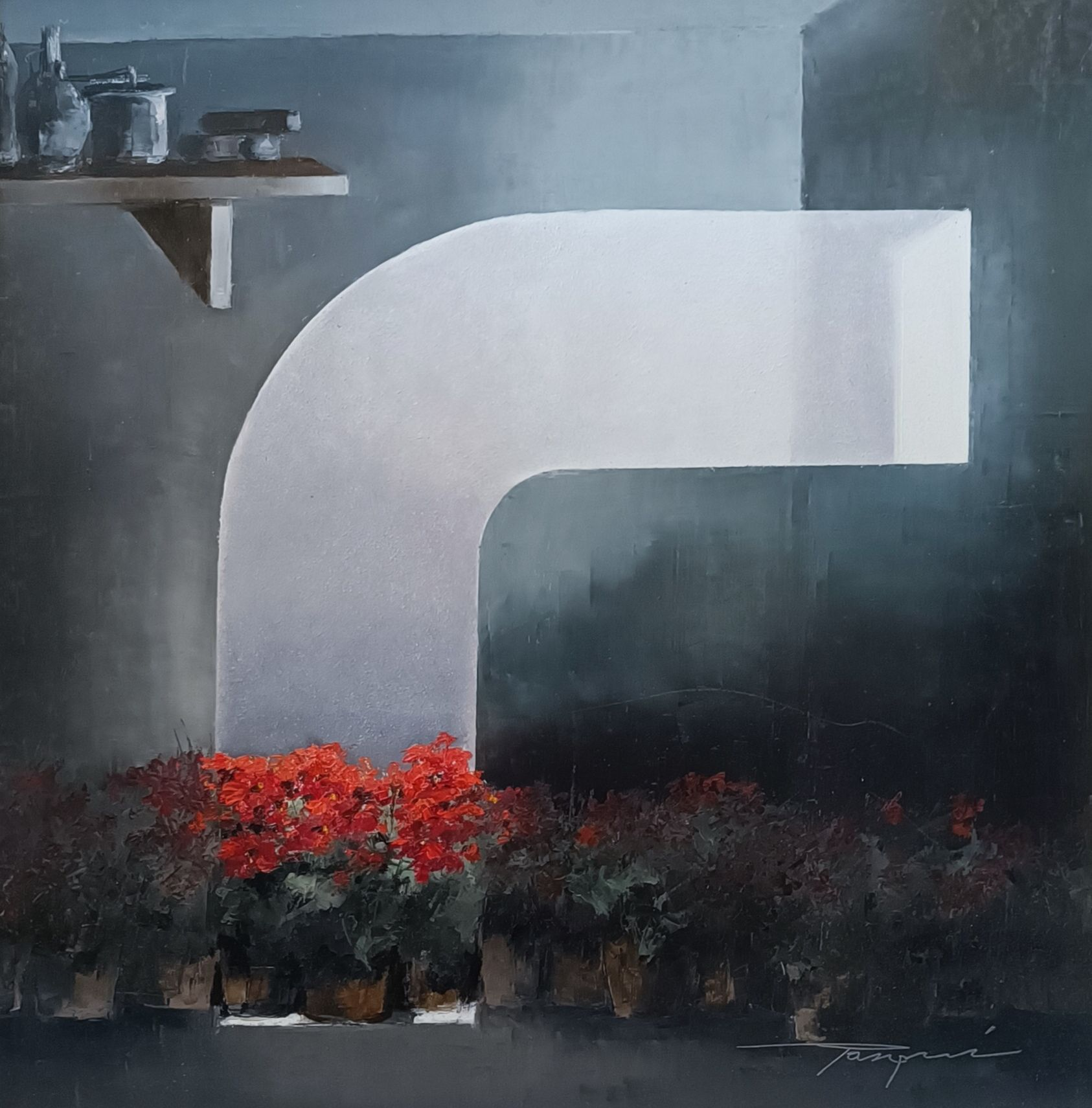
"Privilegio", olio su masonite di Enzo Pasqui

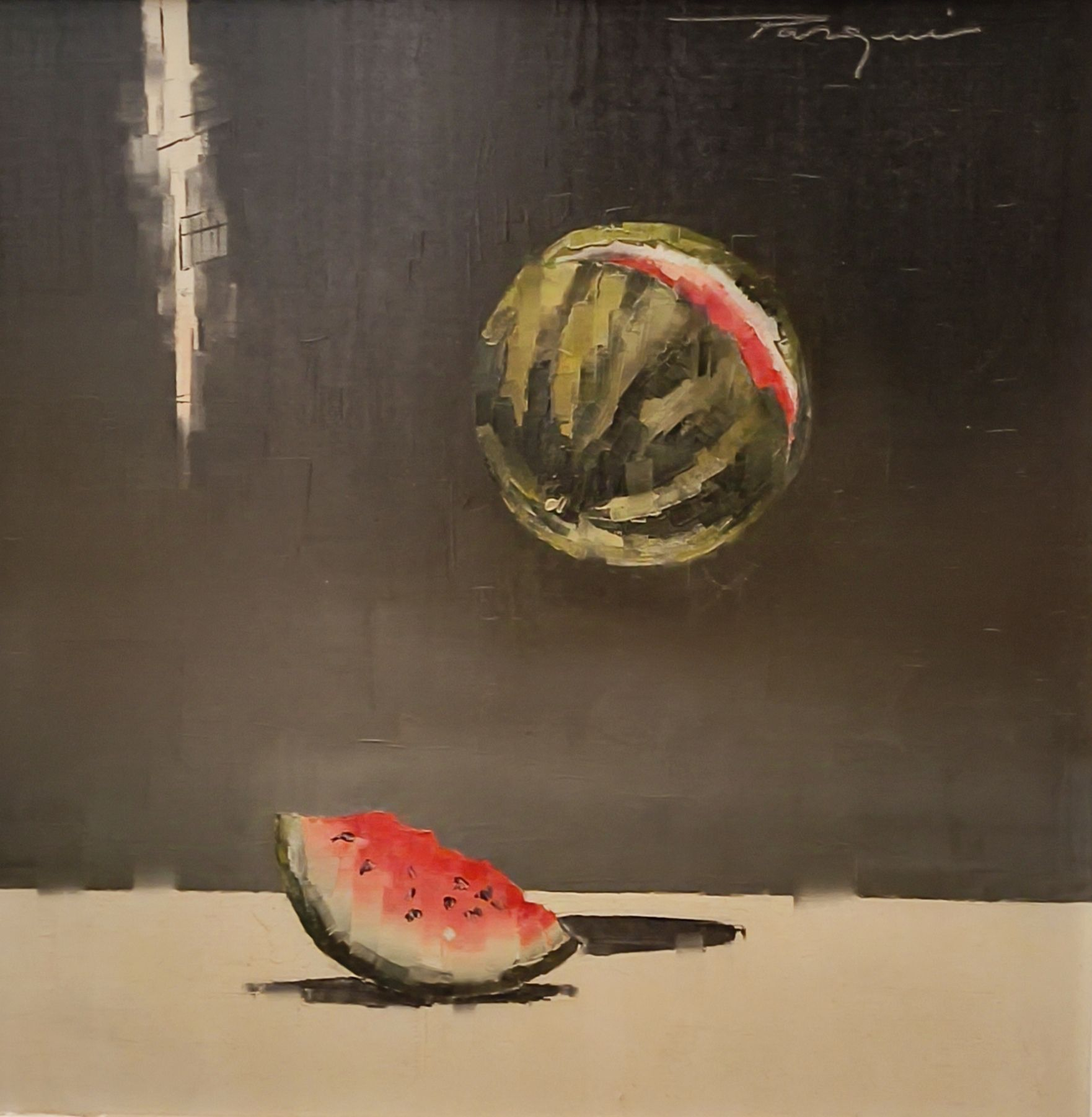
"Gravitazione", olio su masonite di Enzo Pasqui

| Controllo di autorità | VIAF (EN) 52538216 · ISNI (EN) 0000 0000 1221 9385 · GND (DE) 121148823 |